# Conti di Biandrate
I conti di Biandrate furono una famiglia di conti del Medioevo, che prendono il nome dal paese della provincia di Novara.

## Storia della famiglia
Ebbero origine da un ramo della famiglia dei conti di Pombia, probabilmente originaria della zona di Vienne in Francia e giunta in Piemonte durante il regno di Ugo di Provenza. La discendenza dei conti di Biandrate ebbe origine da Uberto II, figlio di Uberto detto il Rufo, mentre dai suoi fratelli Adalberto e Guido I discesero rispettivamente le stirpi dei conti da Castello e dei conti del Canavese. 
Dopo Uberto II, e dopo il di lui figlio Ottone, la discendenza giunge ad Alberto I di Pombia/Biandrate, che in un documento del 1093 si qualifica come conte di Biandrate, titolo che, dopo di lui, porteranno tutti i suoi discendenti. Con il figlio Guido III di Biandrate, che ebbe un non secondario ruolo nelle vicende politiche del suo tempo, la famiglia accrebbe notevolmente il proprio potere e incrementò i propri domini.
Nel XIII secolo un ramo della famiglia si trasferì in Vallese, Gotofredo si imparentò con i signori di Visp, divenendo maior e conte di Visp.

## Albero genealogico
Nella sua redazione è stata usato, a partire terza/quarta generazione, G. Andenna, Da Novara tutto intorno, p. 702, mentre per le prime tre/quattro G. Andenna,  I conti di Biandrate e le città della Lombardia occidentale (secoli XI e XII) cit., p. 75.
Nell'albero non è presente Ardizzone all'altezza della terza generazione in quanto, per quanto è certa la sua appartenenza alla stirpe, sembra non essere fratello di Guido e Adalberto (è possibile che Ardizzone fu capostipite dei conti del Canavese). Non è parimenti presente Ottone Altaspada, nipote da parte di sorella (Emilia?) di Alberto e Uberto, che partì per le crociate assieme a loro, come testimonia Alberto di Aquisgrana.
|               |                |                |                 |                 |                 |                                                            |                                                            |                                                |                      |                   |                                                                    |                                           |                                                          |                                                          |                     |                           |                           |                        |                            |                            |                 |                 |                                                |                                                |                                                    |                             |                             |                  |                             |                             |
|               |                |                |                 |                 |                 |                                                            |                                                            |                                                |                      |                   | · Conti di Pombia · Uberto II/Opizo · *~1016 †~1034 · ⚭ Perengarda |                                           |                                                          |                                                          |                     |                           |                           |                        |                            |                            |                 |                 |                                                |                                                |                                                    |                             |                             |                  |                             |                             |
|               |                |                |                 |                 |                 |                                                            |                                                            |                                                |                      |                   |                                                                    |                                           |                                                          |                                                          |                     |                           |                           |                        |                            |                            |                 |                 |                                                |                                                |                                                    |                             |                             |                  |                             |                             |
|               |                |                |                 |                 |                 |                                                            |                                                            |                                                |                      |                   |                                                                    |                                           |                                                          |                                                          |                     |                           |                           |                        |                            |                            |                 |                 |                                                |                                                |                                                    |                             |                             |                  |                             |                             |
|               |                |                |                 |                 |                 |                                                            |                                                            |                                                | Guido I viv. 1034    | Guido I viv. 1034 | Ottone I Conte di Biandrate *~1034 †~1087                          | Ottone I Conte di Biandrate *~1034 †~1087 | Riprando di Biandrate anti-vescovo di Vercelli viv. 1094 | Riprando di Biandrate anti-vescovo di Vercelli viv. 1094 |                     |                           |                           |                        |                            |                            |                 |                 |                                                |                                                |                                                    |                             |                             |                  |                             |                             |
|               |                |                |                 |                 |                 |                                                            |                                                            |                                                |                      |                   |                                                                    |                                           |                                                          |                                                          |                     |                           |                           |                        |                            |                            |                 |                 |                                                |                                                |                                                    |                             |                             |                  |                             |                             |
|               |                |                |                 |                 |                 |                                                            |                                                            |                                                |                      |                   |                                                                    |                                           |                                                          |                                                          |                     |                           |                           |                        |                            |                            |                 |                 |                                                |                                                |                                                    |                             |                             |                  |                             |                             |
|               |                |                |                 |                 |                 | Emilia viv. 1095 ⚭ Gisulfo di Bulgaro                      | Emilia viv. 1095 ⚭ Gisulfo di Bulgaro                      | Uberto III viv. 1087                           | Uberto III viv. 1087 | Guido II *? †1101 | Guido II *? †1101                                                  | Alberto *~1087 †~1119                     | Alberto *~1087 †~1119                                    | Lanfranco viv. 1087                                      | Lanfranco viv. 1087 | Obizo viv. 1087           | Obizo viv. 1087           |                        |                            |                            |                 |                 |                                                |                                                |                                                    |                             |                             |                  |                             |                             |
|               |                |                |                 |                 |                 |                                                            |                                                            |                                                |                      |                   |                                                                    |                                           |                                                          |                                                          |                     |                           |                           |                        |                            |                            |                 |                 |                                                |                                                |                                                    |                             |                             |                  |                             |                             |
|               |                |                |                 |                 |                 |                                                            |                                                            |                                                |                      |                   |                                                                    |                                           |                                                          |                                                          |                     |                           |                           |                        |                            |                            |                 |                 |                                                |                                                |                                                    |                             |                             |                  |                             |                             |
|               |                |                |                 |                 | Ranieri *? †?   | Ranieri *? †?                                              | Ardizzone anti-vescovo di Vercelli *1117 †1120             | Ardizzone anti-vescovo di Vercelli *1117 †1120 |                      |                   |                                                                    | Guido III *1119 †post 1167 ⚭ N. N.        | Guido III *1119 †post 1167 ⚭ N. N.                       |                                                          |                     |                           |                           |                        |                            |                            |                 |                 |                                                |                                                |                                                    |                             |                             |                  |                             |                             |
|               |                |                |                 |                 |                 |                                                            |                                                            |                                                |                      |                   |                                                                    |                                           |                                                          |                                                          |                     |                           |                           |                        |                            |                            |                 |                 |                                                |                                                |                                                    |                             |                             |                  |                             |                             |
|               |                |                |                 |                 |                 |                                                            |                                                            |                                                |                      |                   |                                                                    |                                           |                                                          |                                                          |                     |                           |                           |                        |                            |                            |                 |                 |                                                |                                                |                                                    |                             |                             |                  |                             |                             |
|               |                | Rainero *? †?  | Rainero *? †?   |                 |                 | Guido IV arcivescovo di Ravenna come Guido I fl. 1159–1169 | Guido IV arcivescovo di Ravenna come Guido I fl. 1159–1169 |                                                |                      | Ottone II *? †?   | Ottone II *? †?                                                    |                                           |                                                          | Guglielmo *? †?                                          | Guglielmo *? †?     |                           |                           |                        | Uberto IV *? †?            | Uberto IV *? †?            | Lanfranco *? †? | Lanfranco *? †? | Ruffino Abate dell'abbazia di Fruttuaria *? †? | Ruffino Abate dell'abbazia di Fruttuaria *? †? |                                                    |                             |                             |                  |                             |                             |
|               |                |                |                 |                 |                 |                                                            |                                                            |                                                |                      |                   |                                                                    |                                           |                                                          |                                                          |                     |                           |                           |                        |                            |                            |                 |                 |                                                |                                                |                                                    |                             |                             |                  |                             |                             |
|               |                |                |                 |                 |                 |                                                            |                                                            |                                                |                      |                   |                                                                    |                                           |                                                          |                                                          |                     |                           |                           |                        |                            |                            |                 |                 |                                                |                                                |                                                    |                             |                             |                  |                             |                             |
| Corrado *? †? | Corrado *? †?  | Guido V *? †?  | Guido V *? †?   | Opizzone *? †?  | Opizzone *? †?  |                                                            |                                                            |                                                | Gozio *? †?          | Gozio *? †?       |                                                                    |                                           |                                                          |                                                          | Ottone III *? †?    | Ottone III *? †?          |                           |                        |                            |                            |                 | Oberto II *? †? | Oberto II *? †?                                |                                                |                                                    |                             |                             |                  | Gottofredo *? †?            | Gottofredo *? †?            |
|               |                |                |                 |                 |                 |                                                            |                                                            |                                                |                      |                   |                                                                    |                                           |                                                          |                                                          |                     |                           |                           |                        |                            |                            |                 |                 |                                                |                                                |                                                    |                             |                             |                  |                             |                             |
|               |                |                |                 |                 |                 |                                                            |                                                            |                                                |                      |                   |                                                                    |                                           |                                                          |                                                          |                     |                           |                           |                        |                            |                            |                 |                 |                                                |                                                |                                                    |                             |                             |                  |                             |                             |
|               | Guidetto *? †? | Guidetto *? †? | Guglielmo *? †? | Guglielmo *? †? | Guglielmo *? †? | Guglielmo *? †?                                            | Ruffino di Valsesia *? †?                                  | Ruffino di Valsesia *? †?                      |                      | Ottone *? †?      | Ottone *? †?                                                       |                                           | Gotofredo *? †1270 ⚭ Aldisia de Castello                 | Gotofredo *? †1270 ⚭ Aldisia de Castello                 | Uberto *? †?        | Uberto *? †?              | Uberto *? †?              | Uberto *? †?           | Guido *? †?                | Guido *? †?                | Bartolino *? †? | Bartolino *? †? | Giufredo *? †?                                 | Giufredo *? †?                                 | Ottone *? †?                                       | Ottone *? †?                | [Petrino?] *? †?            | [Petrino?] *? †? | Pietro di San Giorgio *? †? | Pietro di San Giorgio *? †? |
|               |                |                |                 |                 |                 |                                                            |                                                            |                                                |                      |                   |                                                                    |                                           |                                                          |                                                          |                     |                           |                           |                        |                            |                            |                 |                 |                                                |                                                |                                                    |                             |                             |                  |                             |                             |
|               |                |                |                 |                 |                 |                                                            |                                                            |                                                |                      |                   |                                                                    |                                           |                                                          |                                                          |                     |                           |                           |                        |                            |                            |                 |                 |                                                |                                                |                                                    |                             |                             |                  |                             |                             |
|               |                |                | Guidetto *? †?  | Guidetto *? †?  | Oddonino *? †?  | Oddonino *? †?                                             | Guglielmo di Valsesia viv. 1311                            | Guglielmo di Valsesia viv. 1311                | Gozzino *? †?        | Gozzino *? †?     | Lanfranchino *? †?                                                 | Lanfranchino *? †?                        | Iocelino *1266 †~1315 ⚭ Matilde di Naters                | Iocelino *1266 †~1315 ⚭ Matilde di Naters                |                     | Emanuele di Porcile *? †? | Emanuele di Porcile *? †? |                        | Benedetto di Porcile *? †? | Benedetto di Porcile *? †? |                 |                 |                                                | Uberto di San Giorgio *? †?                    | Uberto di San Giorgio *? †?                        | Pietro di San Giorgio *? †? | Pietro di San Giorgio *? †? |                  |                             |                             |
|               |                |                |                 |                 |                 |                                                            |                                                            |                                                |                      |                   |                                                                    |                                           |                                                          |                                                          |                     |                           |                           |                        |                            |                            |                 |                 |                                                |                                                |                                                    |                             |                             |                  |                             |                             |
|               |                |                |                 |                 |                 |                                                            |                                                            |                                                |                      |                   |                                                                    |                                           |                                                          |                                                          |                     |                           |                           |                        |                            |                            |                 |                 |                                                |                                                |                                                    |                             |                             |                  |                             |                             |
|               |                |                |                 |                 |                 |                                                            |                                                            |                                                |                      |                   |                                                                    |                                           |                                                          |                                                          | Federico *? †?      | Federico *? †?            | Guido di Porcile *? †?    | Guido di Porcile *? †? | Antonio *? †?              | Antonio *? †?              |                 |                 | Isnardo *? †?                                  | Isnardo *? †?                                  | Guidetto *? †?                                     | Guidetto *? †?              |                             |                  |                             |                             |
|               |                |                |                 |                 |                 |                                                            |                                                            |                                                |                      |                   |                                                                    |                                           |                                                          |                                                          |                     |                           |                           |                        |                            |                            |                 |                 |                                                |                                                |                                                    |                             |                             |                  |                             |                             |
|               |                |                |                 |                 |                 |                                                            |                                                            |                                                |                      |                   |                                                                    |                                           |                                                          |                                                          |                     |                           |                           |                        |                            |                            |                 |                 |                                                |                                                |                                                    |                             |                             |                  |                             |                             |
|               |                |                |                 |                 |                 |                                                            |                                                            |                                                |                      |                   |                                                                    |                                           |                                                          |                                                          |                     |                           |                           |                        |                            |                            |                 |                 |                                                |                                                | · linea di San Giorgio Aldobrandino e di Balangero |                             |                             |                  |                             |                             |

### Esplicative
1. ↑  Figlia di Guido degli Arduinici.
2. ↑  La località "Bulgaria" si riferisce ad una zona di difficile individuazione a sud del Ticino (per bibliografia si veda  Giuseppe Sergi, Movimento signorile e affermazione ecclesiastica nel contesto distrettuale di Pombia e Novara fra X e XI secolo (PDF), in Studi medievali, serie terza, XVI, Spoleto, Centro italiano di studi sull'alto medioevo, 1975,  pp. 154-155, nota 4).
3. ↑  Forse morto in Turchia durante la crociata del 1101. Respinti dai musulmani mentre tentavano di salvare Boemondo I d'Antiochia, tenuto prigioniero nel castello di Niksar dall'emiro dãnismand gazı Gümüshtekin. Si recarono a Mersivan, ove furono annientati. Probabilmente Guido perse la vita durante questa battaglia (cfr. Haberstumpf, 1995, p. 158).
4. 1 2  Muore crociato.
5. ↑  Compare in un diploma imperiale avente come testimone il cugino Guido III (cfr. Andenna, 1993, p. 68).
6. ↑  L'esatta identificazione della sposa di Guido non è sicura e il nome rimane sconosciuto. Sono state proposte varie ipotesi di identificazione e di nome: sulla base di alcune tarde fonti, essa si chiamava Isabella, mentre altri la identificano con Giovanna, sorella di Guglielmo V del Monferrato, dal 1128 vedova di Guglielmo Cliton (cfr. Guido III di Biandrate per gli approfondimenti).
7. 1 2 3  Signore di Valsesia.
8. ↑  Signore di Mongrando.
9. ↑  Signore della Valsesia e di Ivrea.
10. ↑  Baiulus del regno di Tessalonica; signore nel Chierese e, nel Canavese, di Porcile e Riva di Chieri. Muore crociato.
11. ↑  Conte di Romagna di Cesole, di San Giorgio di Balangero.
12. ↑  Di Porcile, Tegerone, Monteacuto, Riva e Stoerda.
13. ↑  Biandrate del Vallese.

### Bibliografiche
1. ↑  Andenna, 1993, pp. 60-61.
2. ↑  Haberstumpf, 1995, p. 154.
3. ↑  Haberstumpf, 1995, p. 154, nota 11 per approfondimenti.
4. ↑  Haberstumpf, 1995, p. 155.